# Natalia Markova
Natalia Markova (en ruso: Наталья Маркова) (Moscú, 11 de enero de 1989) es una luchadora profesional rusa. Actualmente trabaja con National Wrestling Alliance (NWA) y Lucha Libre AAA Worldwide y también lucha en el circuito independiente.
Markova comenzó su carrera en 2007 con la promoción rusa Independent Wrestling Federation (NFR), donde actuó hasta 2017. También estuvo de gira por Japón, donde trabajó para DDT Pro-Wrestling y Wrestling New Classic de 2011 a 2013. Retomó su carrera en 2016 tras un paréntesis de dos años. Debutó en Norteamérica en 2017.

## Carrera

### Primeros años de carrera (2007-2017)
Markova se graduó en la escuela de lucha libre de la Federación Independiente de Lucha Libre (NFR) en 2006 en Moscú e hizo su debut el 13 de enero de 2007 en Danger Zone #23 como Bonnie en un combate contra Lilith, que terminó en descalificación después de que Gothic interfiriera en favor de Lilith. El 24 de junio, en el show de Danger Zone No. 28 en Luzhniki, Markova derrotó a Lilith, y se convirtió así en la campeona de la NFR por primera vez. El 30 de septiembre, ganó el "Women's Battle Royale" y se convirtió en bicampeona. Durante su carrera en la NFR, Markova realizó giras por Japón, donde trabajó para DDT Pro-Wrestling y Wrestling New Classic de 2011 a 2013. También trabajó en Europa, Asia y Oriente Medio.
Su último combate con la Independent Wrestling Federation fue el 21 de enero de 2017, cuando perdió el título ante Ramona.

### WWE (2017)
El 13 de octubre de 2017, se informó que a Markova se le ofreció una prueba en el WWE Performance Center. Nunca luchó un combate.

### Shine Wrestling (2017-2021)
Markova hizo su debut en Shine Wrestling el 14 de julio de 2017 en Shine 43, donde compitió contra Maria Maria, Brandi Lauren, Daisy y Dementia D'Rose. Regresó en Shine 44, donde tuvo un combate contra Shotzi Blackheart y Dementia D'Rose. El 29 de junio de 2019 en Shine 59, ganó su primer título al derrotar a Avery Taylor para convertirse en Campeona Femenina de ACW. En Shine 60, Markova compitió por su primer título de Shine, desafiando sin éxito a Blackheart por el Campeonato Shine Nova. En Shine 64, ganó el Campeonato Shine Nova al derrotar a Jenna, Avery Taylor, Double D Rose y Lindsey Snow.
Markova defendió con éxito el título dos veces durante el show en vivo de Shine el 18 de enero de 2020, así como en Shine 65 contra las aspirantes Jenna y Brandi Lauren. El 19 de septiembre de 2021 en Shine 68, Markova perdió el Campeonato Nova en una pelea callejera contra The Woad. El 14 de noviembre, Markova ganó el Campeonato Shine en el WWN Supershow: Battle Of The Belts contra Ivelisse Vélez. El 12 de diciembre en Shine 70, Ivelisse ganó el Campeonato Shine a Markova en una revancha.

### Evolve (2019-2020)
Markova hizo su debut en Evolve el 11 de mayo de 2019 en Evolve 128, perdiendo ante Shotzi Blackheart. Ganó su primer combate individual el 6 de diciembre en Evolve 141, derrotando a Camron Bra'Nae. El último combate de Markova tuvo lugar el 1 de marzo de 2020 en Evolve 146, en el que hizo equipo con Avery Taylor para derrotar a Brandi Lauren y Jessi Kamea.

### All Elite Wrestling (2021)
Markova hizo su debut en All Elite Wrestling (AEW) en el episodio del 17 de mayo de AEW Dark: Elevation en un combate contra Leyla Hirsch, que Markova perdió. Al mes siguiente, Markova compitió en su segundo combate en el episodio del 8 de junio de AEW Dark, perdiendo ante Tay Conti. Tuvo su tercer y último combate en el episodio del 6 de julio de AEW Dark, perdiendo ante Abaddon.

### National Wrestling Alliance (2021-presente)
Después de aparecer en dos combates durante las grabaciones de NWA USA el 3 de diciembre de 2021, Markova hizo su debut oficial para la National Wrestling Alliance (NWA). Markova apareció en el pre-show de NWA Hard Times 2 formando equipo con Missa Kate contra Jennacide y Paola Blaze, Kylie Rae y Tootie Lynn, y las defensoras del NWA World Women's Tag Team Champions The Hex (Allysin Kay y Marti Belle).
El 28 de agosto de 2022, en la segunda noche de NWA 74, Markova se convirtió en la Queen Bee inaugural. El 12 de noviembre, en NWA Hard Times 3, Markova perdió contra Max the Impaler en un combate de ataúd.

## Vida personal
Natalia Markova estuvo casada con el también luchador profesional Ivan Markov. En el verano de 2022, Markova apareció en los medios de comunicación. Junto con el luchador profesional Bryan Idol, lograron localizar y detener a la persona que le robó el bolso en un vuelo a Tampa (Florida). Pudieron localizar al delincuente utilizando la función de geolocalización para encontrar los AirPods que llevaba en el bolso.

## Campeonatos y logros
- American Combat Wrestling
  - ACW Women's Championship (1 vez)[25]

- Chris Jericho's Rock 'N' Wrestling Rager at Sea
  - Jericho Cruise Women's Oceanic Championship (1 vez, inaugural)
  - Jericho Cruise Women's Oceanic Title Tournament (2025)

- Clash
  - Clash Women's Championship (1 vez)[25]
- House of Glory
  - HOG Women's Championship (1 vez)[25]
- Independent Wrestling Federation
  - IWF Women's Championship (6 veces)[25]
- National Wrestling Alliance
  - Queen Bee (2022)[21]
  - Burke Invitational Gauntlet (2024).

- Shine Wrestling
  - Shine Championship (1 vez)[25]
  - Shine Nova Championship (1 vez)[25]

- Pro Wrestling Illustrated
  - Posicionada en el nº 135 del top 150 de luchadoras femeninas en el PWI Female 150 en 2022[26]